# Felipe Ruvalcaba
Felipe Ruvalcaba Cisneros (né le 16 février 1941 à Guadalajara au Mexique et mort le 4 septembre 2019) est un joueur de football international mexicain, qui évoluait au poste de milieu de terrain.

## Biographie

### Carrière en club
Ruvalcaba joue en faveur du Oro de Jalisco puis du Deportivo Toluca.
Il remporte une Coupe des champions de la CONCACAF en 1968 avec le Deportivo Toluca.

### Carrière en sélection
Avec l'équipe du Mexique, il joue 23 matchs (pour un but inscrit) entre 1963 et 1967. 
Il figure dans le groupe des sélectionnés lors des coupes du monde de 1962 et de 1966 (sans toutefois jouer de matchs lors de ces compétitions).
Il participe également aux JO de 1964. Lors du tournoi olympique organisé au Japon, il joue trois matchs.

## Palmarès
| Deportivo Toluca - Championnat du Mexique (1) : - Vainqueur : 1967-68. - Supercoupe du Mexique (1) : - Vainqueur : 1968. - Ligue des champions (1) : - Vainqueur : 1968. |  | Oro de Jalisco - Championnat du Mexique (1) : - Vainqueur : 1962-63. - Supercoupe du Mexique (1) : - Vainqueur : 1963. |